# Allmänna valmansförbundet kvinnoklubbar och centrala kvinnoråd
Allmänna valmansförbundet kvinnoklubbar och centrala kvinnoråd (CK) även känt som Högerns Kvinnoråd, Högerns Centrala Kvinnoråd eller Centrala Kvinnorådet, bildades 1920 som en oberoende konservativ kvinnoförening. Det var tillsammans med Sveriges Moderata Kvinnors Riksförbund en av de två moderata kvinnoföreningar som år 1937 förenades och bildade Moderatkvinnorna. 
Under en längre tid existerade det parallellt två moderata kvinnoorganisationer i form av Allmänna valmansförbundet kvinnoklubbar och centrala kvinnoråd (CK) (bildat 1920) och den ifrån partiet självständiga organisationen Sveriges moderata kvinnoförbund (SMKF) (bildat 1915) med sina lokalavdelningar. Mellan dessa två organisationer blev det ömsom konkurrens och ömsom samarbete. 
Den stora skillnaden mellan de båda var att SMKF hade ett eget program och egen ekonomi skild ifrån AvF, medan CK inte ägde någon självständighet ifrån AvF. Samtidigt var SMKF knutet till AvF genom en stadgeskrivelse om att stödja organisationen vid val och inadjungerade i AvF:s styrelse.
CK bildade Kvinnliga Medborgarskolan (1930–2002). 

## Ordförande
- Alexandra Skoglund, 1920–1938 [2]